# 田嶋鉄兵
田嶋 鉄兵（たじま てっぺい、1984年8月30日 - ）は、千葉県出身の日本のプロサーファー。チーム「3T」所属。血液型B型。マネジメント契約先はスポーツビズ。

## 来歴
2000年プロライセンスを取得。
以来、日本のJPSAコンテストと海外を転戦するASP/WQSツアーに並行して参戦。
2007年、WQS2勝、JPSA1勝を上げる。
2008年、JPSAショートボードとWQSアジアの2冠を獲得。

## 人物
2008年にモデルのMieと結婚。同年8月30日に第1子男児、2012年1月4日に第2子女児、2014年9月17日に第3子男児が誕生したが、2023年に離婚した。

## CM
- ダイドードリンコ「ブレンドコーヒー・デミタスコーヒー」